# Raúl Brancaccio
Raúl Brancaccio (Torre del Greco, Nápoles, 4 de mayo de 1997) es un tenista profesional italiano de origen español.

## Carrera profesional
Su mejor ranking en individuales fue la posición N°121 el 13 de febrero de 2023. En dobles fue el N°255, logrado el 15 de octubre de 2018.

## Títulos ATP Challenger (2; 2+0)

### Individuales (2)
| N.° | Fecha               | Torneo                      | Superficie    | Oponente en la final | Resultado     |
| --- | ------------------- | --------------------------- | ------------- | -------------------- | ------------- |
| 1.  | 31 de julio de 2022 | Challenger de San Benedetto | Tierra batida | Andrea Vavassori     | 6-1, 6-1      |
| 2.  | 8 de enero de 2023  | Challenger de Numea         | Dura          | Laurent Lokoli       | 4-6, 7-5, 6-2 |